# Ascochyta mercurialis
Ascochyta mercurialis är en svampart som beskrevs av Bres. 1900. Ascochyta mercurialis ingår i släktet Ascochyta, ordningen Pleosporales, klassen Dothideomycetes, divisionen sporsäcksvampar och riket svampar.  Utöver nominatformen finns också underarten autumnalis.